# Гай Петелий Либон Визол (консул 360 пр.н.е.)
Вижте пояснителната страница за други личности с името Гай Петелий Либон Визол.
Гай Петелий Либон Визол (Балб) (на латински: Gaius Poetelius Libo Visolus) e политик на Римската република през 4 век пр.н.е. Според Ливий той се казва Гай Петелий Балб (Caius Poetelius Balbus).
Произлиза от плебейската фамилия Петелии и вероятно е внук на децемвира Квинт Петелий Либон Визол.
През 360 пр.н.е. той е консул с Марк Фабий Амбуст, има победа против галите и получава триумф.